# 張立義
張立義（1929年11月7日—2019年6月12日），男，江苏南京人，中華民國空軍軍官、飛行員，空軍官校30期畢業，後來加入中美合作的黑貓中隊，駕駛U-2偵察機，在1965年1月10日夜間進行個人第5次偵照任務時，在中國大陸的內蒙古包頭上空被解放军使用蘇聯製SA-2型地空导弹击落。

## 生平
1929年11月出生於江蘇南京。父親在南京大屠殺中被日本侵略者殺害，後隨母親顛沛流離到重慶。1943年，小學畢業後考入位於四川灌縣的空軍幼年學校第四期，隨學校遷往台灣東港後，又升上了崗山空軍軍官學校，1951年畢業後前往美國受訓，成為中华民国空軍第一批F-84噴氣戰鬥機駕駛員。
1956年與交往數年的張家淇結婚，二人育有二子一女。因為技術精湛，表現優異，張立義多次受到蔣介石、蔣經國的接見。更於1963年再次前往美國接受駕駛U-2的培訓。回台後，加入黑貓中隊，為美國中央情報局執行偵察中國大陸的秘密任務。
1965年1月10日18點整，張立義駕駛3512號U-2飛機，對大西北核基地進行夜間紅外線照相偵察。當晚9點30分，解放軍空軍地空導彈一營在內蒙古薩拉齊將張立義的飛機擊落，張立義因而成為第四名被大陸擊落的U-2飛行員。被俘虜後，張立義受到優待。在空軍醫院治療傷病後，一直軟禁在空軍招待所。1月12日，《中央日報》報道：“空軍少校張立義不幸於10日夜駕U-2偵察機到大陸執行任務時殉難。空軍總司令徐煥升上將特於11日午間專程前來親向張少校夫人張家淇女士及其子女和岳父母等慰問。”當時，張立義最大的女兒僅有7歲，最小的兒子剛出生不久。蔣經國親自前往張立義家中慰問時，特地責成空軍為張立義建立“衣冠冢”，安排張家淇進入中華航空公司工作，並在台北為張家淇母子專門蓋了一棟小樓。於八年後，1973年與第二任丈夫何忠俊結婚，婚前定下協議：「如果張立義有朝一日回來了，她要和前夫復婚。」
」
1970年，張立義在軟禁5年後被釋放，回到祖籍南京，與母親、兄妹重逢。張立義先在農村當農民，1975年6月進入南京鋼套廠任三級鉗工，1981年3月調任南京航空學院實習工廠實習組副組長。1982年8月26日，《人民日報》首次報道張立義、葉常棣被俘的消息，並公佈説擬批准二人回台灣探親。
1982年11月10日，“二隻黑貓”張立義、葉常棣進入香港，等待中华民国政府的入境許可，但中华民国政府擔心他已被“中共思想改造”，而拒絕二人入境。在香港等待了近半年之後，進退兩難之際，美國中央情報局伸出援手，在二人沒有任何正常入境美國手續的情況下，由美國中央情報局派專人前來香港安排張立義、葉常棣前往美國，並由張立義當年在美學習U-2期間的美國中央情報局主管親自接機，隨後美方為張立義、葉常棣辦理了在美國永久定居手續，又為每人辦妥補償安置基金。
直到蔣經國去世後的1990年，由於聯合報首次在台灣解密了“黑貓中隊”的故事，同時刊出對張立義、葉常棣的採訪，“二隻黑貓”的遭遇受到台灣各界的關注，中华民国政府才在各方壓力下允許等待多年的張立義、葉常棣在“殉難”二十多年後回到台灣“探親”，張立義於1993年夏季由時任駐美武官馮世寬親自送上飛機正式返回台灣。著有回憶錄《我的衣冠冢----一個被俘U-2飛行員的自述》。
1990年底張家淇與第二任丈夫何忠俊按協議離婚。張立義和分離25年的妻子張家淇於1991年4月在美國复婚。
2006年出版自傳《我的“衣冠冢”》。2007年出版自傳《衣冠塚外的我》。
2015年，受邀赴北京參加紀念中國人民抗日戰爭暨世界反法西斯戰爭勝利70周年大會閱兵儀式。其稱是紀念抗戰，不是為习近平或共产党，自認未被統戰或「背叛」。
2019年6月12日，張立義因心臟病發病逝，享壽91歲。因其當年英勇事蹟獲中華民國政府頒發褒揚令。